# Будаг'янц Микола Абрамович
Мико́ла Абра́мович Будаг'я́нц (нар. 20 квітня 1935) — український політик.

## Біографія
Народився 20 квітня 1935 у місті Лутугине.
З квітня 2002 по березень 2005 — Народний депутат України 4-го скликання, обраний по виборчому округу № 110 (Луганська область).
Діяльність позначена кількома переходами по фракціях:
- Фракція «Єдина Україна» 15.05.2002 — 05.07.2002
- Група «Народний вибір» 05.07.2002 — 21.05.2004
- Група «Союз» 21.05.2004 — 31.05.2005
- Фракція Блоку Юлії Тимошенко 31.05.2005 — 23.09.2005
- Група «Довіра народу» 21.10.2005 — 21.12.2005
- Група «Відродження» з 21.12.2005